# Ouf !
Pour l’article homonyme, voir Ouf.
Ouf ! est l'unique album solo du chanteur de rock Olive sorti en 1990. Il en a écrit la plupart des textes et des musiques.
Le titre Retour à l’envoyeur en a été le single-phare, selon le choix de la maison de disques.
Ont notamment collaboré Philippe Missir, Christian Brun, Yovo, Violaine, Daniel Roux, Jérôme Pijon, et Corine Marienneau et Richard Kolinka du groupe Téléphone.

## Liste des morceaux
1. Retour à l'envoyeur
2. Toi tu t'en fous
3. Coquin
4. Faute de frappe
5. Jaja Loulou
6. Vivant
7. Roméo
8. Petites Annonces
9. Killer in the Cellar
10. Mon cœur
11. C'est assez
12. Atmosfaire